# Domingo Rivas
Domingo Rivas (* 29. März 1933 in Caracas; † 29. August 2020) war ein venezolanischer Radrennfahrer.

## Sportliche Laufbahn
Rivas war Straßenradsportler und auch im Bahnradsport aktiv. Er war Teilnehmer der Olympischen Sommerspiele 1956 in Melbourne. Im olympischen Straßenrennen schied er aus. Das Team aus Venezuela mit Antonio Montilla, Arsenio Chirinos, Domingo Rivas und Franco Cacioni kam nicht in die Mannschaftswertung im Straßenrennen. In der Mannschaftsverfolgung schied der Bahnvierer aus Venezuela mit Antonio Montilla, Arsenio Chirinos, Domingo Rivas und Franco Cacioni in der Vorrunde aus.
Bei den Zentralamerika- und Karibikspielen 1954 gewann er die Silbermedaille in der Mannschaftswertung. 1959 gewann er Gold in der Mannschaftsverfolgung und Silber im Mannschaftszeitfahren bei den Zentralamerika- und Karibikspielen. 1962 gewann Venezuela mit Antonio Montilla bei den Zentralamerika- und Karibikspielen das Mannschaftszeitfahren und holte Bronze in der Mannschaftsverfolgung. 1966 gewann er die Silbermedaille in der Einerverfolgung und in der Mannschaftsverfolgung bei den Zentralamerika- und Karibikspielen.
Bei Olympedia.org wird sein Geburtsjahr mit 1933 angegeben.